# Gymnosporia livingstonei
Gymnosporia livingstonei är en benvedsväxtart som beskrevs av Jordaan. Gymnosporia livingstonei ingår i släktet Gymnosporia och familjen Celastraceae. Inga underarter finns listade.